# 刘老根大舞台

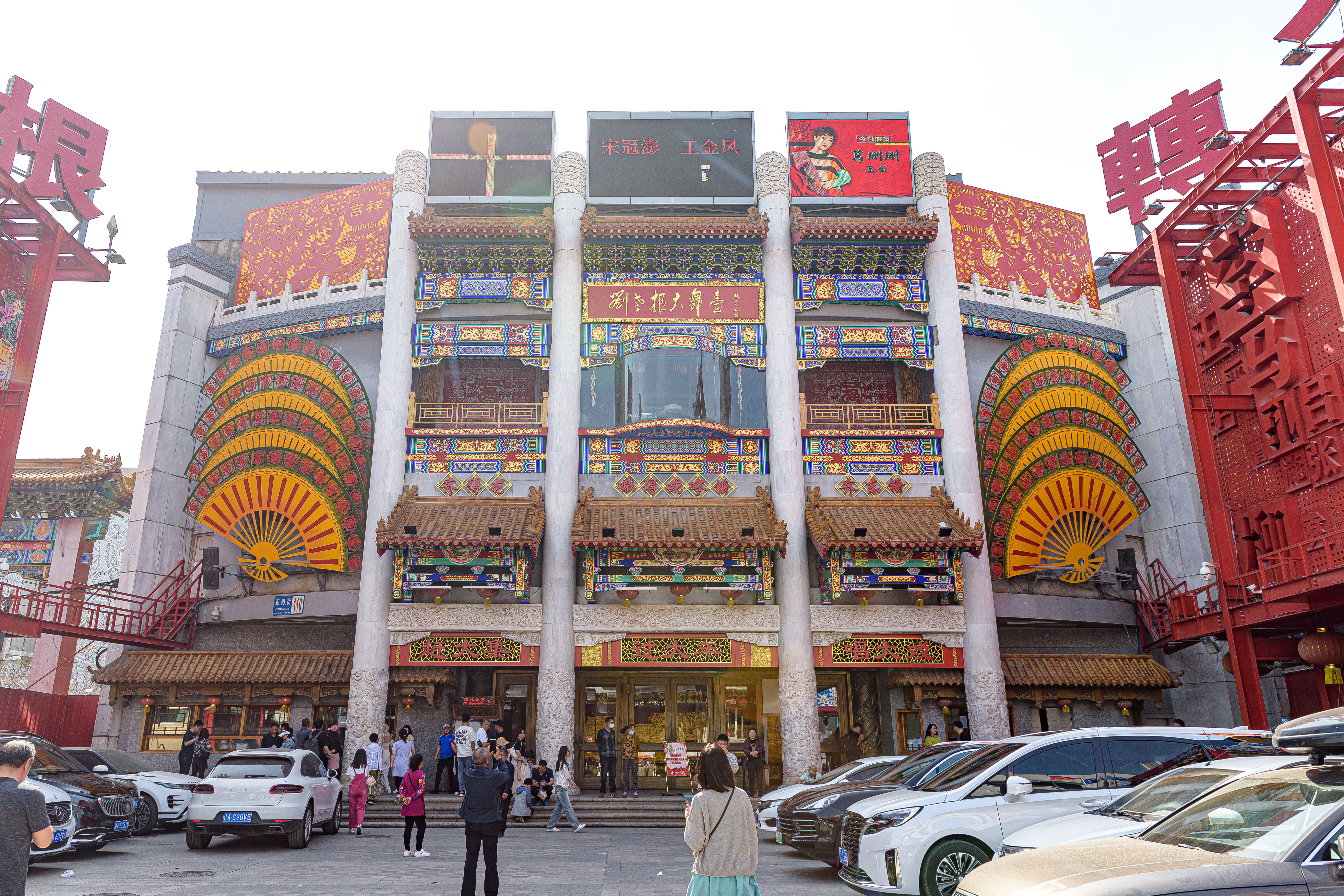
刘老根大舞台（沈阳中街剧场）

刘老根大舞台是由赵本山所创立的本山传媒旗下的连锁剧场，以表演二人转为主。

## 剧场
2003年起，赵本山开始率演员在沈阳大舞台（即沈阳中街剧场）进行二人转演出，后成为刘老根大舞台中的旗舰，并陆续在东北开设连锁剧场。在天津和北京开设的剧场则是仅有2处的东北之外的刘老根大舞台。
- 沈阳中街剧场
- 北京剧场：位于北京平阳会馆。
- 哈尔滨剧场
- 沈阳工人会堂剧场
- 天津剧场
- 沈阳沈铁文化宫剧场
- 长春剧场
- 吉林青少年文化宫剧场